# Кризи, Джеральд
Сэр Джеральд Хэллен Кризи (англ. Gerald Hallen Creasy; род. 1 ноября 1897 — 9 июня 1983) — губернатор Золотого Берега (1948—1949).

## Губернатор
Кризи был назначен губернатором 12 января 1948 года. В Гане его больше всего помнят за «инцидент со стрельбой на перекрёстке Кристиансборг» 28 февраля 1948 года, примерно через шесть недель после начала его работы. Трое безоружных бывших ветеранов Второй мировой войны были убиты и 60 ранены в тот день, когда демонстрировали пособия по окончании службы. Протесты последовали за бойкотом Ассоциации западноафриканских торговцев в Аккре. Это сыграло на руку местному политическому руководству, Объединённому конвенту Золотого Берега.
Они также обвинили во всех беспорядках «Безумного Кризи». На следующий день, 1 марта 1948 года, был прочитан Закон о беспорядках, после которой Кризи был арестован и задержан. Комиссия по расследованию Уотсона под председательством мистера Эйкена Уотсона была создана для расследования беспорядков. 15 февраля 1949 года его заменил сэр Роберт Скотт на посту губернатора Золотого Берега.
16 сентября 1949 года Кризи сменил сэра Фрэнсиса Кэмпбелла Росса Дугласа на посту губернатора Мальты. 3 августа 1954 года его сменил сэр Роберт Лейкок.